# Riccardia polyclada
Riccardia polyclada là một loài rêu trong họ Aneuraceae. Loài này được Mitt. Hässel mô tả khoa học đầu tiên năm 2006. Danh pháp khoa học của loài này chưa được làm sáng tỏ. 